# CODESYS
CODESYS (Acrônimo do inglês Controller Development System, também estilizado como CoDeSys) é um ambiente de desenvolvimento para controladores programáveis de acordo com a norma IEC 61131-3.

## Introdução
O CODESYS é desenvolvido e comercializado pela 3S-Smart Software Solutions GmbH, uma empresa alemã situada na cidade de Kempten, na Baviera. A versão 1.0 foi lançada em 1994 e atualmente encontra-se na versão 3.5. Sua interface de desenvolvimento é gratuita e não é orientado à um tipo específico de hardware de controlador programável ou sistema embarcado, inclusive não dependendo do fabricante do hardware. É amplamente utilizado na indústria para diversos tipos de automações, variando de lógicas simples à robótica, controle de movimento e CNC. 

## Engenharia
Todas as cinco linguagens de programação definidas na IEC 61131-3 estão disponíveis na interface de desenvolvimento do CODESYS e podem ser utilizadas em uma mesma aplicação. São elas:
- ST (Structured Text) Texto Estruturado
- IL (Instruction List) Lista de Instruções
- SFC (Sequential Flow Chart) Diagrama de Fluxo
- LD (Ladder) Linguagem ladder
- FBD (Function Block Diagram) Diagrama de bloco

O CODESYS contêm adicionalmente a linguagem gráfica CFC (do inglês Continuous Function Chart) que não é descrita na IEC 61131-3, que pode ser compreendida como um diagrama de blocos com posicionamento livre, onde o programador pode posicionar os blocos e efetuar a conexões de dados utilizando o mouse com funções do tipo arrastar e soltar.
O compilador interno monta o código de máquina (código binário) a partir da aplicação desenvolvida e transfere ao dispositivo de destino, a partir do qual é possível testar o sistema utilizando os avançados recursos de depuração (debug), como a monitoração de variáveis, breakpoints, osciloscópio e data-logger. Na ausência de um dispositivo também é possível executar a simulação da aplicação.

### Tipos de Variáveis
Abaixo estão as definições de tipos de variáveis utilizadas no CODESYS:
| Tipo          | Memória                  | Limite Mínimo            | Limites Máximo                   | Observações         |
| ------------- | ------------------------ | ------------------------ | -------------------------------- | ------------------- |
| BOOL          | 1 bit                    | False (0)                | True (1)                         |                     |
| BYTE          | 8 bits                   | 0                        | 255                              |                     |
| WORD          | 16 bits                  | 0                        | 65535                            |                     |
| DWORD         | 32 bits                  | 0                        | 4294967295                       |                     |
| LWORD         | 64 bits                  | 0                        | 264-1                            |                     |
| SINT          | 8 bits                   | -128                     | 127                              |                     |
| USINT         | 8 bits                   | 0                        | 255                              |                     |
| INT           | 16 bits                  | -32768                   | 32767                            |                     |
| UINT          | 16 bits                  | 0                        | 65535                            |                     |
| DINT          | 32 bits                  | -2147483648              | 2147483647                       |                     |
| UDINT         | 32 bits                  | 0                        | 4294967295                       |                     |
| LINT          | 64 bits                  | -263                     | 263-1                            |                     |
| ULINT         | 64 bits                  | 0                        | 264-1                            |                     |
| REAL          | 32 bits                  | -3.402823e+38            | 3.402823e+38                     |                     |
| LREAL         | 64 bits                  | -1.7976931348623158e+308 | 1.7976931348623158e+308          |                     |
| TIME          | 32 bits                  | 0 ms                     | 4294967295 ms                    |                     |
| TIME_OF_DAY   | 32 bits                  | 0 (00:00:00AM:000)       | 4294967295 (11:59:59 PM:999)     |                     |
| LTIME         | 64 bits                  | 0                        | 213503d23h34m33s709ms551us615ns  |                     |
| DATE          | 32 bits                  | 0 (01.01.1970)           | 4294967295 (2106-02-07)          |                     |
| DATE_AND_TIME | 32 bits                  | 0 (1970-01-01, 00:00:00) | 4294967295 (2106-02-07,06:28:15) |                     |
| STRING        | 1 byte por caractere + 1 |                          |                                  | Codificação ASCII   |
| WSTRING       | 1 byte por caractere + 1 |                          |                                  | Codificação Unicode |

A alocação de memória para variáveis do tipo STRING e WSTRING depende da declaração, se não for definida uma dimensão o sistema alocará 80 caracteres para a variável por padrão. A memória alocada sempre será 1 byte por caractere + 1 byte (por exemplo: a declaração STRING[67]ocupará 68 bytes na memória).

## Runtime
Implementando o CODESYS Runtime System em um Sistema embarcado, por exemplo, é possível programa-lo através da Interface de Desenvolvimento CODESYS. O Runtime pode ser implementado em diversos dispositivos atualmente (como o Raspberry Pi), limitando aos recursos disponíveis, porém, diferente da Interface de Desenvolvimento, o Sistema de Runtime não é totalmente gratuito, dependendo de Licenciamento para operar em equipamentos para produção.

## Tecnologia Fieldbus
Vários tipos de redes de comunicação industrial, também conhecidos como bus de campo, podem ser utilizadas, como PROFIBUS, EtherCAT, CANopen, PROFINET e Ethernet/IP que podem depender do hardware do sistema. Alguns protocolos podem ser encontrados em alguns sistemas no formato de bibliotecas adicionais e também podem depender ou não de hardware específico.

## Visualização
Um sistema integrado ao ambiente de desenvolvimento do código permite a criação de interfaces manipuláveis utilizando botões, textos dentre outros elementos dinâmicos que podem ser conectados às variáveis do projeto. Estas interfaces gráficas podem ser usadas para facilitar o comissionamento e testes de equipamentos tanto durante o desenvolvimento aliado, por exemplo, à simulação, ou refletindo o estado real do equipamento conectado.
Existe a possibilidade de utilizar estes recursos em dispositivos de visualização dedicados, permitindo o uso como terminal de operação dos equipamentos após a fase de desenvolvimento.

## SoftMotion
Trata-se de uma solução modular para controle de movimentos complexos com um controlador programável que atenda a IEC 61131-3, está completamente integrado ao ambiente do CODESYS, fornecendo:
- Editor de plano de movimento (CAM ou Código CNC baseado na norma DIN 66025.

- Bibliotecas para decodificação, interpolação, Transformadas cinemáticas, e controle de movimento de acordo com as diretivas da PLCopen MotionControl.[6]

É possível obter bibliotecas completas para controle de robôs paralelos, ou tipo SCARA, por exemplo, sem necessidade de desenvolver a cinemática e permitindo integrar com a lógica do ambiente em um único controlador.

## Segurança -Safety
O CODESYS pode incluir o sistema de segurança no mesmo projeto de controle com categoria SIL2 ou SIL3, dependendo da aplicação e do controlador programável.

## Uso na indústria
Diversos fabricantes de controladores programáveis utilizam a plataforma CODESYS. Em alguns casos a plataforma é personalizada para adicionar recursos próprios dos fabricantes, ou bibliotecas dedicadas.
O CODESYS Device Directory é uma lista com vários equipamentos que utilizam a tecnologia CODESYS, onde os engenheiros e técnicos do setor podem comparar diferentes recursos disponíveis.